# 里克薩群島

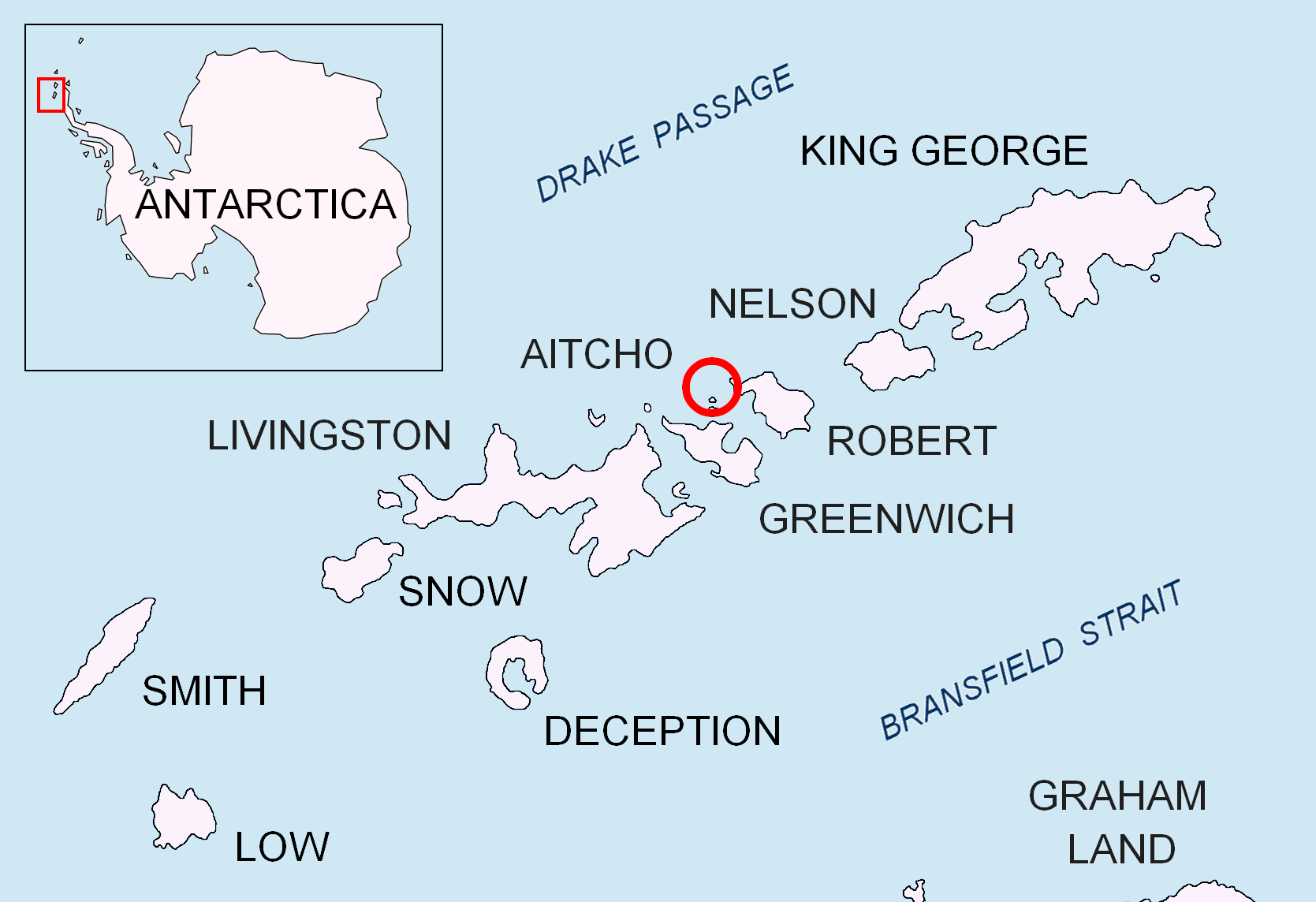

62°23′05″S 59°46′49″W / 62.38472°S 59.78028°W
里克薩群島是南極洲的群島，由3座島嶼組成，屬於南設得蘭群島中艾秋群島的一部分，位於比利亞納島以西0.25公里、埃米琳島東北0.65公里和霍姆斯岩以東2.1公里。

## 外部連結
- Riksa Islands. （页面存档备份，存于）